# Gloucester
|  | Per a altres significats, vegeu «Gloucester (desambiguació)». |

Gloucester (pronunciat /ˈɡlɒstər/) (antigament en català Claucestre) és un municipi del Regne Unit, que pertany al comtat de Gloucester i del qual és la capital. La seva història és molt antiga, però no s'endevina en l'actual aspecte modern. La indústria local ha tingut un paper destacat en l'enginyeria aeronàutica.

## Geografia
El terme municipal de Gloucester és al sud-oest d'Anglaterra, prop de la frontera amb Gal·les, a la riba del Severn, amb els Cotswolds a l'est, el bosc de Dean al sud-oest i els Malvern Hills a l'oest.
El nucli urbà se situa al marge est del Severn, on hi ha un port que enllaça amb el canal Sharpness que permet la navegabilitat del riu fins al seu estuari a la mar d'Irlanda, i des de més amunt de la ciutat, on hi ha el pont dit Haw Bridge. Al seu passatge per Gloucester el Severn es divideix en dos brancs i resta al mig una illa anomenada Alney Island, que es troba abans d'entrar a la ciutat.

## Organització
Administrativament Gloucester està dividida en 25 districtes, alguns dels quals són nuclis de població separats de la ciutat:
Abbeydale, Abbeymead, Alney Island, Barnwood, Barton and Tredworth, Brockworth, Churchdown, Coopers Edge, Coney Hill, Elmbridge, Hempsted, Hucclecote, Innsworth, Kingsholm.

## Història

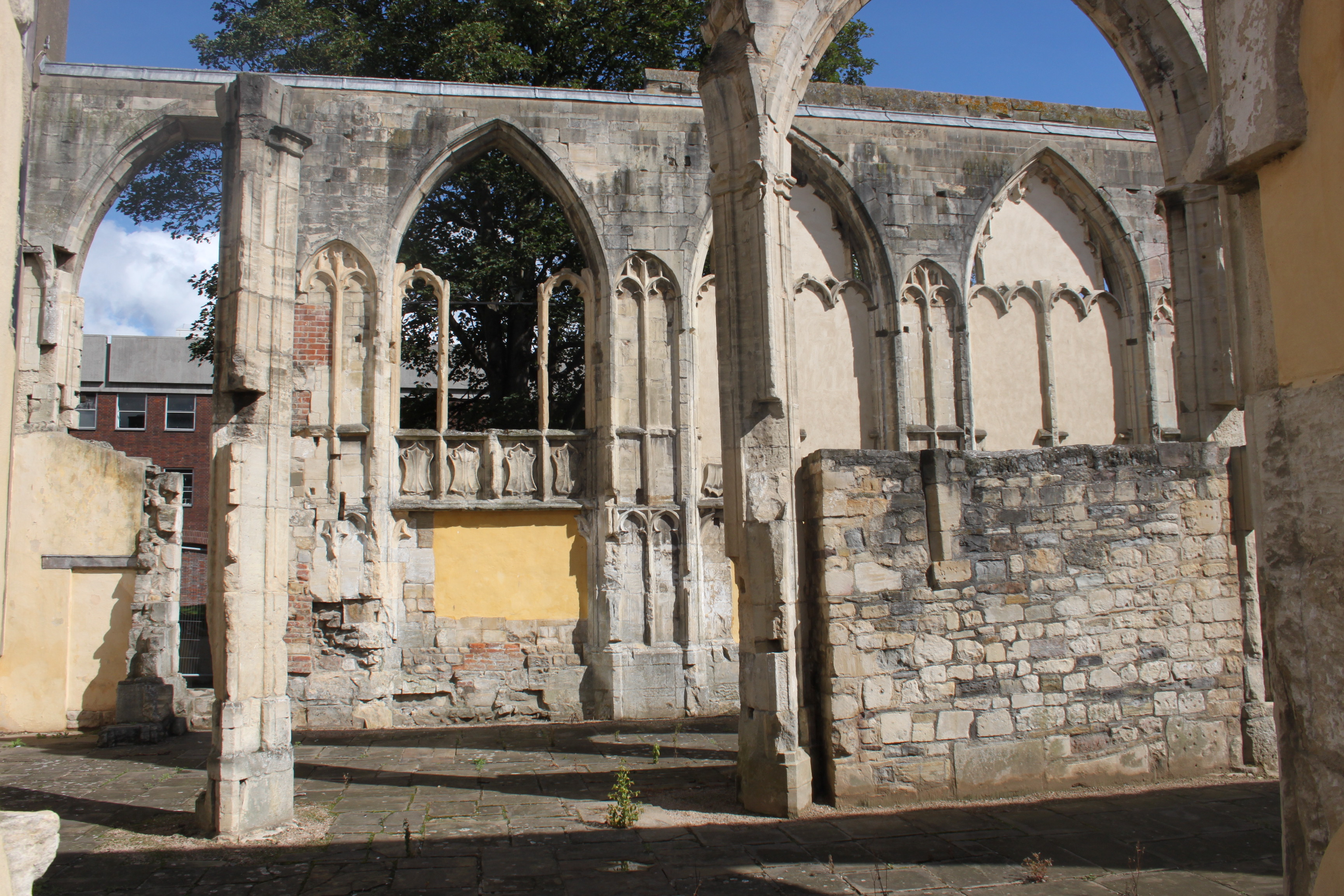
Ruïnes del monestir Greyfiars

La paraula Gloucester és un nom que deriva del gal·lès Caerloyw i vol dir «ciutadella resplendent» Al llarg de la història es pot trobar escrit de diverses maneres: Caer Glow, Gleawecastre, o Gleucestre; però l'actual forma del nom ve de la forma llatinitzada Glevum Castra. Segons les llegendes sobre els primers governants de Britànnia, el nom de Gloucester derivaria del seu fundador, un cabdill anomenat Gloyw Wallt Hir («Gloiu el dels cabells llargs»), que era l'avi del rei Vortigern.
En aquest lloc els romans van establir una colònia que van anomenar Glevum o Nervia Glevensium, pel nom de l'emperador Nerva que la va promoure i on es van establir els veterans de la legió II Augusta.
Després de la batalla de Deorham, l'any 577, Gloucester va ser ocupada pels anglosaxons i va formar part del regne de Wessex fins que l'any 584 va passar sota control de Mèrcia. L'any 681 el rei Etelred va ordenar la fundació d'una abadia dedicada a sant Pere. Abans de la conquesta normanda, ja era un burg que tenia governant propi (portreeve) i dret a encunyar moneda, amb un castell que sovint era residència reial. A començaments del segle X es van enterrar a l'església del monestir les restes mortals de sant Oswald, fet que va convertir el lloc en un centre de pelegrinatge. El 1051 Eduard el Confessor va convocar corts a Gloucester i va ser amenaçat per un exèrcit encapçalat pel comte Godwin de Wessex, la situació es va resoldre sense haver batalla. El novembre del 2011 se'n va trobar una moneda del període 1077–80 que porta el nom de la seca.
Es va construir un castell de mota i pati durant el regnat de William el Conqueridor quan es van demolir setze cases per donar pas a la construcció del castell.
Guillem el Roig va crear el títol de baró de Gloucester, que va concedir a Robert Fitzhamon. Aquest senyor ja tenia la seva base militar al castell de Cardiff i, durant uns anys la història de Gloucester va estar lligada a la de Cardiff. Durant l'anarquia d'Anglaterra, Robert Fitzroy, fill il·legítim d'Enric I, va donar suport a la pretendent al tron, Matilde, que era la seva germanastra. Per resoldre el conflicte Matilde es va casar amb Enric I. Robert es va casar amb Mabel de Gloucester i va passar a ser el comte.

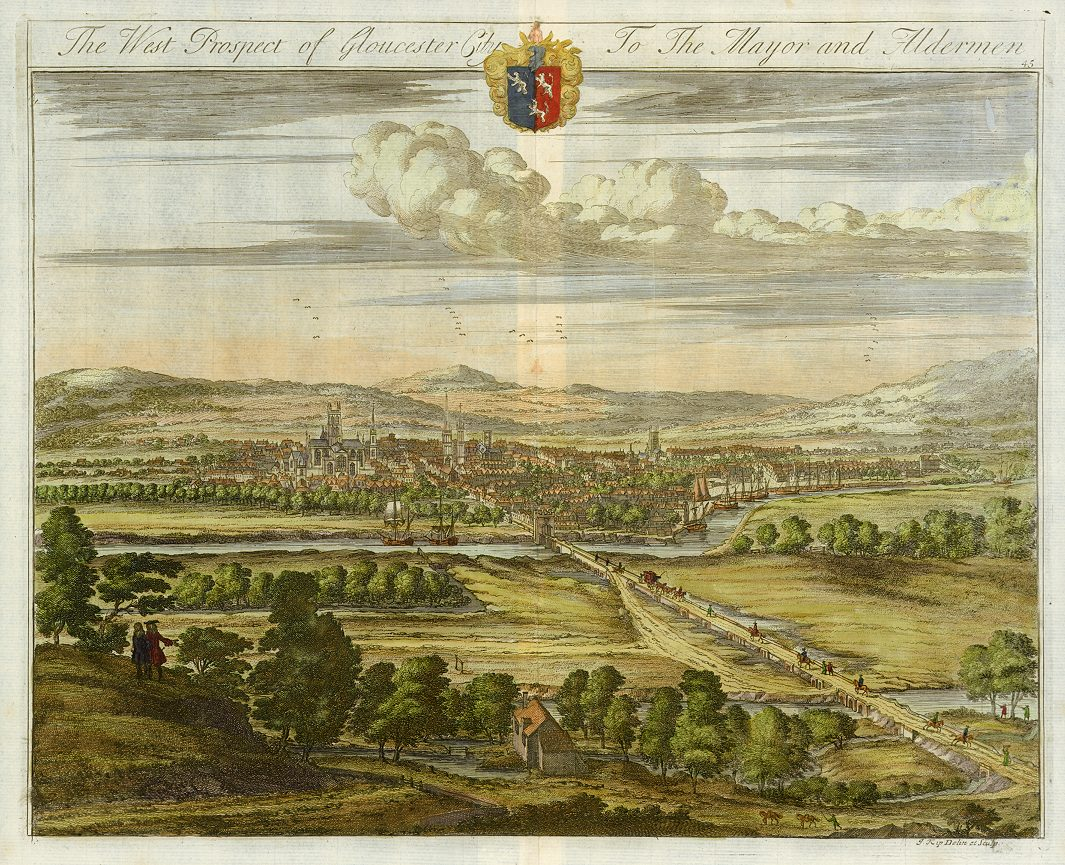
Pintura del 1725 on es veuen vaixells navegant al port fluvial de Gloucester.

L'any 1155, el rei Enric II va concedir a la ciutat una carta de llibertats que l'equiparava a Londres i Winchester. En una segona concessió aquest rei els va donar el privilegi de travessar el riu Severn sense pagar peatge i el rei Joan sense Terra els va donar el privilegi l'any 1200 de no pagar peatge enlloc del país, potser per compensar l'anul·lació del seu matrimoni amb la comtessa de Gloucester.
El 1216 el jove rei Enric III, va ser coronat a la catedral de Gloucester.
Durant l'edat mitjana la ciutat va prosperar amb la confecció de teixits de la llana que compraven als ramaders dels Costwolds. La població era tan gran que hi havia dues esglésies més les tres de cada monestir, el ja esmentat de sant Pere, el de Llanthony Secunda Priory, fundat el 1136 i un altre de dominics. El rei Ricard III va decidir que, la ciutat per si mateixa, podia constituir un comtat. i així ho va fer constar en una llei del 1483.
Durant el regnat de Maria I, el bisbe reformista de Gloucester, John Hooper va ser condemnat a morir en la foguera. Anys després, en la guerra civil la ciutat, que seguia mantenint l'esperit reformista, va patir el setge dels reialistes (1643).

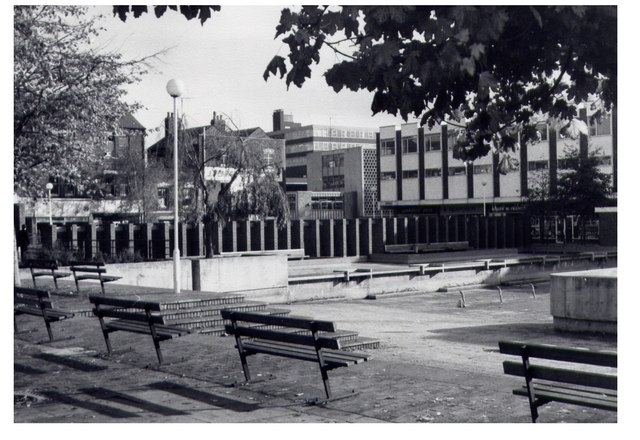
King's Square

Al segle xviii i XIX van arribar avenços en transports. El 1793 es van iniciar les obres del canal Gloucester and Sharpness Canal, que es van perllongar més del que s'esperava per l'elevat cost, i es diu així perquè afavoreix la navegabilitat fins a la localitat de Sharpness on comença l'estuari del Severn. El 1879 es va construir un pont sobre el riu per al ferrocarril i el 1886 un túnel per a la carretera. Amb el segle xx van arribar els canvis urbanístics. El 1961 es va proposar una remodelació urbanística (Jellicoe Plan) que va crear la plaça King's square, al centre de la ciutat, i per a fer-ho es van demolir els abeuradors de ciment, ja que anteriorment aquí es feia una fiara ramadera. L'estació d'autobusos va rebre el 1963 el premi Civic Trust Award però amb els anys va quedar mig abandonada i el 2012 es va aprovar un pla per refer aquesta zona amb un pressupost de 60 milions de lliures. El 2014 es va enderrocar el famós restaurant Golden Egg per crear més espai públic i es va descobrir una casa romana a sota.

## Escut heràldic
Gloucester és una de les poques ciutats que té dos escuts heràldics. El primer, que data del 1652, consta de tres galons en angle, envoltats de deu cercles. Els galons provenen de l'escut de la família de Clare, que van ser comtes de Gloucester des del segle xii fins als segles XIV, mentre que els cercles provenen de l'escut del bisbe de Worcester, el bisbat del qual abastava la ciutat de Gloucester. L'escut va acompanyat de tres lleons que porten espases i una paleta, juntament amb el lema: Fides Invicta Triumphat.
El segon escut de la ciutat data del 1538 i porta les roses de York i Lancaster, més el verro que representa Ricard III, una espasa i dues ferradures de cavall. Alguns consideraven aquest escut lleig i durant la Commonwealth d'Anglaterra va ser substituït per l'amalgama entre de Claire i el bisbat de Worcester i va ser confirmat el 1945.

## Economia

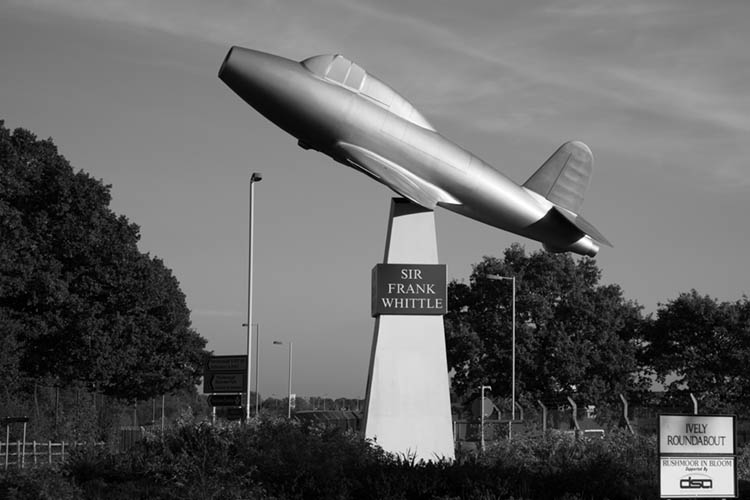
Monument al dissenyador del Gloster E.28/39.

A Gloucester hi ha una fàbrica d'avions des del 1926 que es diu Gloster Aircraft Company, on s'ha fabricat, entre d'altres, el model Hawker Hurricane, el Hawker Typhoon i el Gloster E.28/39, que va ser el primer avió de reacció.
Hi ha, a més, la seu d'una important companyia d'assegurances dita  Ecclesiastical Insurance i diverses entitats bancàries: Lloyds Banking Group, TSB Bank, relacionats amb Cheltenham & Gloucester Building Society. En el polígon industrial, anomenat Gloucester Business Park hi ha moltes empreses, entre les quals destaca: Fortis (finances) i Detica (tecnologia aplicada a sistemes de seguretat).

## Agermanaments
Gloucester té relacions d'agermanament amb:
- Metz (França)
- Trèveris, Alemanya
- Gouda (Països Baixos)
- Saint Ann, Jamaica

## Llocs d'interès

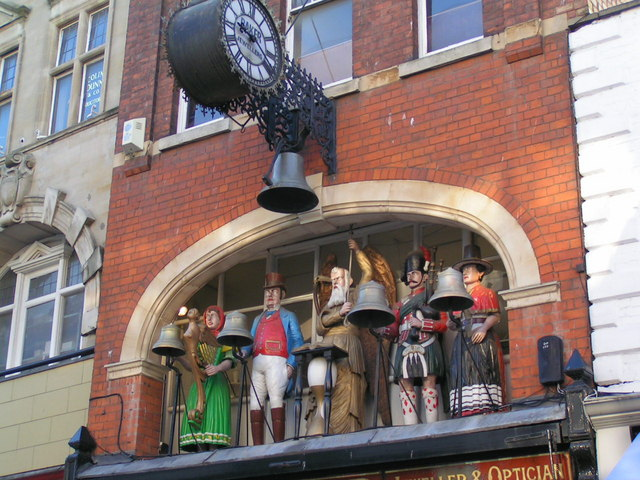
El rellotge mecànic al carrer East Gate.

- La catedral, on està enterrat Eduard II d'Anglaterra (1284-1327) i Walter de Lacy (?-1085). S'ha fet servir en escenes de les pel·lícules sobre Harry Potter i Sherlock Holmes
- La fonda New Inn, de l'època Tudor.
- El museu de l'art i la ciència.
- L'edifici de les oficines del comtat o Shire Hall
- El balneari, que funciona amb una deu d'aigües ferruginoses descoberta el 1814.
- El Guildhall, antic edifici gremial que ara és un teatre.
- El Museu de Gloucester,el mes important de la ciutat, que està en un edifici victorià catalogat com a patrimoni nacional de grau II; conté exposicions sobre la història i cultura locals.[17]
- El Tailor of Gloucester, una casa museu dedicada a l'escriptora i il·lustradora Beatrix Potter, que porta el nom d'u dels seus llibres més famosos.
- El rellotge mecànic del carrer East Gate, cada quart d'hora surt un nino que pica una campana; els quatre ninos representen els quatre països de Regne Unit que d'esquerra a dreta són: Irlanda, Anglaterra, Escòcia i Gal·les.

## Activitats culturals
- Festival internacional Rhythm and blues que se celebra cada agost.[18]
- Festival internacional de música nativa americana: cajun i zydeco, que se celebra al gener.[19]
- El Frightmare Halloween Festival, una gran fira relacionada amb la festa de Halloween.[20]
- El Gloucester Day, una diada que recrea el setge de la guerra civil.
- El dia de les forces armades, amb activitats i desfilada al moll de la ciutat.

## Fills il·lustres
- John Clarke Whitfield, (1770-1836), organista i mestre de capella.
- Frederick Sanger (1918 - 2013), bioquímic, Premi Nobel de Química dels anys 1958 i 1980.

## En la cultura popular
Hi ha cançó infantil que forma part de la cultura popular anglesa, que es va originar en aquesta ciutat. La lletra diu així:
| Text | \|\| | Traducció |
| --- | ---- | --- |
| Doctor Foster went to Gloucester, In a shower of rain; He stepped in a puddle, Right up to his middle, And never went there again. |      | El doctor Foster va venir a Gloucester un dia plujós, va ficar el peu en un toll que tenia al davant i mai més no hi va tornar. |
La cançó fa referència a una anècdota que s'explica sobre Eduard I d'Anglaterra: va anar a Gloucester, però va caure del seu cavall en un bassal i l'experiència fou tan desagradable que ja no hi va volgué tornar més.